# Jenny Armstrong
Jennifer Margaret (Jenny) Armstrong (Dunedin, 3 maart 1970) is een Nieuw-Zeelands-Australisch zeilster.
Armstrong nam namens haar geboorteland Nieuw-Zeeland deel aan de Olympische Zomerspelen 1992 waarin zij als vierde eindigde in de éénmansboot Europe.
In 1996 verhuisde Armstrong mee met haar echtgenoot naar Australië. 
Tijdens de Olympische Zomerspelen 2000 nam Armstrong deel voor haar nieuwe vaderland Australisië. Zij won samen met Belinda Stowell de gouden medaille in de 470.

## Resultaten

### Wereldkampioenschappen
| Jaar | Plaats      | Resultaten |
| ---- | ----------- | ---------- |
| 2000 | Balatonmeer | 470        |
| 2001 | Koper       | 470        |

### Olympische Zomerspelen
| Jaar | Plaats    | Resultaten |
| ---- | --------- | ---------- |
| 1992 | Barcelona | 4e Europe  |
| 2000 | Sydney    | 470        |
| 2004 | Athene    | 14e 470    |

1988: Lynne Jewell / Allison Jolly ·
1992: Patricia Guerra / Theresa Zabell ·
1996: Begoña Vía Dufresne / Theresa Zabell ·
2000: Jenny Armstrong / Belinda Stowell ·
2004: Sofia Bekatorou / Aimilia Tsoulfa ·
2008: Elise Rechichi / Tessa Parkinson ·
2012: Jo Aleh / Polly Powrie ·
2016: Saskia Clark / Hannah Mills ·
2020: Hannah Mills / Eilidh McIntyre